# خيراردو نافاريتي
خيراردو نافاريتي (بالإسبانية: Gerardo Navarrete)‏ (14 يوليو 1994 بكونثبثيون في تشيلي - ) هو لاعب كرة قدم تشيلي في مركز الوسط. لعب مع نادي قادش وأونيفرسيداد دي كونسيبسيون ‏.

## روابط خارجية
- خيراردو نافاريتي على موقع إي إس بي إن إف سي (الإنجليزية)
- خيراردو نافاريتي على موقع قاعدة بيانات كرة القدم.إي يو (الإنجليزية)
- خيراردو نافاريتي على موقع Soccerway.com (الإنجليزية)
- خيراردو نافاريتي على موقع AS.com (الإسبانية)